# پروتیوفات
پروتیوفات (انگلیسی: Protiofate) دارویی است که دارای فعالیت ضد قارچی است و در زنان برای درمان عفونت‌های قارچی استفاده می‌شود.